# World (pesma Lindite)
 (srp. Svet) pesma je albanske pevačice Lindite. Predstavljaće Albaniju na izboru za Pesmu Evrovizije 2017 nakon pobede na takmičenju Festivali i Këngës 55. Albanska verzija pesme nosi naziv Botë.

## Spoljašnje veze
- Zvanični audio-zapis pesme na Jutjubu